# Contratista de defensa
Un contratista de defensa (también a veces llamado contratista militar) es una organización comercial o individuo que proporciona productos o servicios a departamentos de un gobierno. Entre los productos están los aviones militares, barcos, vehículos, armamento y sistemas electrónicos. Los servicios pueden incluir la logística, el soporte técnico y el apoyo de comunicaciones.
Los contratistas de guerra generalmente no proporcionan el apoyo directo de operaciones militares. En virtud de las Convenciones de Ginebra de 1949, los contratistas de defensa que participan en el apoyo directo de las operaciones militares pueden ser blancos legítimos de un ataque militar.

## Contratistas de defensa
Esta es una lista de los mayores contratistas de defensa y otras empresas de servicios militares del mundo , junto con sus países de origen. La información sobres los ingresos, se basa en una lista publicada por el Instituto Internacional de Estudios para la Paz de Estocolmo (SIPRI) para 2022.  Las cifras están expresadas en miles de millones de dólares estadounidenses.
| Posición | Nombre         | País                                                           | Ingresos de defensa en millones de dólares | Ingresos totales en millones de dólares | Porcentaje de ingresos de defensa |
| -------- | -------------- | -------------------------------------------------------------- | ------------------------------------------ | --------------------------------------- | --------------------------------- |
| 1        | Estados Unidos | Lockheed Martin                                                | 59.390                                     | 65.984                                  | 90                                |
| 2        | Estados Unidos | RTX Corporation                                                | 39.570                                     | 67.074                                  | 59                                |
| 3        | Reino Unido    | BAE Systems                                                    | 33.250                                     | 33.700                                  | 97                                |
| 4        | Estados Unidos | Northrop Grumman                                               | 32.300                                     | 36.602                                  | 88                                |
| 5        | Estados Unidos | Boeing                                                         | 29.300                                     | 66.608                                  | 44                                |
| 6        | Estados Unidos | General Dynamics                                               | 28.320                                     | 39.407                                  | 72                                |
| 7        | China          | Norinco                                                        | 22.060                                     | 82.537                                  | 27                                |
| 8        | China          | China Aviation Industry Corporation                            | 20.620                                     | 82.499                                  | 25                                |
| 9        | China          | China Aerospace Science and Industry Corporation               | 19.560                                     | 44.458                                  | 44                                |
| 10       | Rusia          | Rostec                                                         | 16.810                                     | 30.295                                  | 55                                |
| 11       | China          | China Electronics Technology Group Corporation                 | 15.080                                     | 55.837                                  | 27                                |
| 12       | Estados Unidos | L3Harris                                                       | 12.630                                     | 17.062                                  | 74                                |
| 13       | Italia         | Leonardo                                                       | 12.470                                     | 15.025                                  | 83                                |
| 14       | Unión Europea  | Airbus                                                         | 12.090                                     | 61.805                                  | 20                                |
| 15       | China          | China Aerospace Science and Technology Corporation             | 11.770                                     | 37.364                                  | 32                                |
| 16       | China          | China State Shipbuilding Corporation                           | 10.440                                     | 51.443                                  | 20                                |
| 17       | Francia        | Thales Group                                                   | 9.420                                      | 18.479                                  | 51                                |
| 18       | Estados Unidos | Huntington Ingalls Industries                                  | 8.750                                      | 10.676                                  | 82                                |
| 19       | Estados Unidos | Leidos                                                         | 8.240                                      | 14.287                                  | 58                                |
| 20       | Estados Unidos | Amentum                                                        | 6.560                                      | 8.750                                   | 75                                |
| 21       | China          | China South Industries Group                                   | 6.460                                      | 42.507                                  | 15                                |
| 22       | Estados Unidos | Booz Allen Hamilton                                            | 5.900                                      | 9.259                                   | 64                                |
| 23       | Francia        | Dassault Aviation                                              | 5.070                                      | 7.288                                   | 70                                |
| 24       | Israel         | Elbit Systems                                                  | 4.960                                      | 5.512                                   | 90                                |
| 25       | Reino Unido    | Rolls-Royce Holdings                                           | 4.930                                      | 15.647                                  | 32                                |
| 26       | Estados Unidos | CACI                                                           | 4.820                                      | 6.703                                   | 72                                |
| 27       | Estados Unidos | Honeywell                                                      | 4.630                                      | 35.466                                  | 13                                |
| 28       | Alemania       | Rheinmetall                                                    | 4.550                                      | 6.742                                   | 67                                |
| 29       | Francia        | Naval Group                                                    | 4.530                                      | 4.578                                   | 99                                |
| 30       | Estados Unidos | Peraton                                                        | 4.410                                      | 7.000                                   | 63                                |
| 31       | Estados Unidos | General Electric                                               | 4.410                                      | 76.555                                  | 5.8                               |
| 32       | Unión Europea  | MBDA                                                           | 4.380                                      | 4.428                                   | 99                                |
| 33       | Estados Unidos | KBR                                                            | 4.270                                      | 6.564                                   | 65                                |
| 34       | Francia        | Safran                                                         | 4.200                                      | 20.021                                  | 21                                |
| 35       | Israel         | Israel Aerospace Industries                                    | 4.100                                      | 4.973                                   | 82                                |
| 36       | Rusia          | United Shipbuilding Corporation                                | 3.950                                      | 5.011                                   | 79                                |
| 37       | Estados Unidos | Sandia National Laboratories                                   | 3.920                                      | 4.409                                   | 89                                |
| 38       | Estados Unidos | Science Applications International Corporation                 | 3.780                                      | 7.704                                   | 49                                |
| 39       | Suecia         | Saab AB                                                        | 3.700                                      | 4.154                                   | 89                                |
| 40       | Reino Unido    | Babcock International Group                                    | 3.680                                      | 5.473                                   | 67                                |
| 41       | India          | Hindustan Aeronautics                                          | 3.460                                      | 3.643                                   | 95                                |
| 42       | Israel         | Rafael Advanced Defense Systems                                | 3.380                                      | 3.450                                   | 98                                |
| 43       | Japón          | Mitsubishi Heavy Industries                                    | 3.250                                      | 32.000                                  | 10                                |
| 44       | Unión Europea  | KNDS                                                           | 3.200                                      | 3.366                                   | 95                                |
| 45       | Estados Unidos | Textron                                                        | 2.910                                      | 12.869                                  | 23                                |
| 46       | Italia         | Fincantieri                                                    | 2.820                                      | 7.825                                   | 36                                |
| 47       | Francia        | French Alternative Energies and Atomic Energy Commission (CEA) | 2.790                                      | 6.135                                   | 45                                |
| 48       | Corea del Sur  | Hanwha Aerospace                                               | 2.780                                      | 5.561                                   | 50                                |
| 49       | Estados Unidos | Bechtel                                                        | 2.740                                      | . .                                     | . .                               |
| 50       | Taiwan         | National Chung-Shan Institute of Science and Technology        | 2.590                                      | 2.859                                   | 91                                |